# Piotr Zawadzki
Piotr Zawadzki (ur. 14 października 1960 w Gdańsku) – polski aktor filmowy i teatralny.

## Role teatralne i filmowe
- 1979 – 1982 Teatr Wybrzeże w Gdańsku:
  - „Dziady” A. Mickiewicz w reż. M. Prusa (statysta)
  - „Sto rąk, sto sztyletów” E. Żurka w reż. R. Majora (statysta)
  - „Wychowanka” A. Fredry w reż. S. Hebanowskiego (statysta)
  - „Przedstawienie Hamleta we wsi Głucha Dolna” I. Brešana w reż. K. Kutza (statysta)
  - „Za kulisami” C.K. Norwida w reż. I. Maślińskiej (statysta)
  - „Sprawa Dantona” S. Przybyszewskiej w reż. A. Wajdy (Sekretarz Konwentu)
  - „Maria” A. Malczewskiego w reż. I. Maślińskiej (statysta)
  - „Szelmostwa Skapena” Moliera w reż. R. Majora (Argant – praca dyplomowa)
  - „Parady” J. Potockiego w reż. R. Majora (Ojciec Aktora – praca dyplomowa)
  - „Pieszo” S. Mrożka w reż. K. Gordona (Drab – praca dyplomowa)

- 1982 – 1996 Teatr Polski w Poznaniu:
  - „Raj Leniuchów” Arystofanesa w reż. L. Czarnoty (epizod)
  - „Pastorałka” L. Schillera w reż. L. Czarnoty (Pasterz)
  - „Proces” F. Kafki w reż. L. Raczaka (Nadzorca)
  - „Wariat i zakonnica” Witkacego w reż. J. Pazdro (Doktor Grun)
  - „Łyżki i księżyc” E. Zegadłowicza w reż. G. Mrówczyńskiego (Złoczyńca)
  - „Pułapka” T. Różewicza w reż. G. Mrówczyńskiego (Zenek, Wyrostek)
  - „Henryk V” W. Szekspira w reż. J. Kulczyńskiego (Bardolph)
  - „Mieszczanin szlachcicem” Moliera w reż. L. Czarnoty (Kleont)
  - „Kompot” J. Kofty w reż. G. Mrówczyńskiego (Lowe)
  - „Zmierzch(inne języki)” I. Babla w reż. J. Pazdro (Lowka)
  - „Nie-Boska komedia” Z. Krasińskiego w reż. G. Mrówczyńskiego (Bianchetti)
  - „Przygody Sindbada Żeglarza” B. Leśmiana w reż. M. Straszewskiej (Chudy Marynarz)
  - „Normalne serce” L. Kramera w reż. G. Mrówczyńskiego (Craig Donner)
  - „Dziady” A. Mickiewicza w reż. G. Mrówczyńskiego (Gustaw-Konrad)
  - „Szelmostwa Skapena” Moliera w reż. L. Czarnoty (Leander)
  - „Kurka Wodna” Witkacego w reż. J. Nyczaka (Korbowa-Korbowski)
  - „W kraju kłamczuchów” Z. Mrówczyńskiej w reż. G. Mrówczyńskiego (epizod)
  - „Wyzwolenie” S. Wyspiańskiego w reż. G. Mrówczyńskiego (Geniusz)
  - „Szewcy” Witkacego w reż. J. Bunscha (Czeladnik Józek)
  - „Zemsta” A. Fredry w reż. C. Drzewieckiego (Papkin)
  - „Czego nie widać” M. Frayna w reż. G. Mrówczyńskiego (Garry Lejeune)
  - „Pieszo” S. Mrożka w reż. K. Rościszewskiego (Drab)
  - „Komedyia Lopesa Starego z Spirydonem” H. Lubomirskiego w reż. T. Szymańskiego (Spirydon)
  - „Nasze miasto” T. Wildera w reż. J. Błeszyńskiego (Policjant Warren)
  - „Chunga” M.V. Llosy w reż. T. Zygadły (Jose)
  - „Juliusz Cezar” W. Szekspira w reż. J. Golińskiego (Treboniusz)

- 1985 – 1989 Wytwórnia Filmów Fabularnych w Łodzi:
  - „Ucieczka z miejsc ukochanych” serial w reż. J. Dziedziny (Julek Aduch)
  - „Desperacja” film w reż. Z. Kuźmińskiego (Władysław Daniłowski)
  - „Pogranicze w ogniu” serial w reż. A. Konica (epizod)
  - „Gwiazda Piołun” film w reż. H. Kluby (epizod)
  - „W piątą stronę świata” serial w reż. J. Dziedziny (Franek)
  - „Poznański czerwiec” film w reż. F. Bajona (oficer UB)

- 2000 Teatr Polski w Poznaniu:
  - „Dziady” A. Mickiewicza w reż. M. Prusa (Pelikan)

- 2003 Festiwal Teatralny Malta w Poznaniu:
  - „Odejście Głodomora” T. Różewicza w reż. P. Kruszczyńskiego (Strażnik)

- 2003 – 2004 Klub ZAK w Poznaniu:
  - Indywidualne programy piosenki knajpianej „Wieczorynka Makabrynka” i „Wieczorynka Erotynka” na podstawie tekstów m.in. Witkacego, Boya, Tuwima, Hoffmanna, Jachowicza tudzież własnych.

- 2007
  - Reklama Allegro „Dla miłościwie nam kupujących”
  - „Kobieta w Berlinie” film w reż. Maksa Färberböcka (epizod – Żołnierz Wermachtu)
  - „Rekonstrukcja zdarzeń” spektakl multimedialny reż. Marcin Liber (Biskup)
- 2008
  - Reklama Warty „Licho nie śpi”

## Poza teatrem
- 1992 – 2003
  - założenie i prowadzenie Księgarni Turystycznej „Globtroter” w Poznaniu
  - założenie i prowadzenie Klubu Obieżyświatów w Poznaniu
  - organizacja spotkań ze znanymi polskimi podróżnikami, m.in. z Jackiem Pałkiewiczem, Romualdem Koperskim, Andrzejem Urbanikiem.

- 1994 – do chwili obecnej
  - założenie i prowadzenie Klubu „Za Kulisami”.